# Finnische Fußballnationalmannschaft (U-19-Junioren)
Die finnische Fußballnationalmannschaft der U-19-Junioren ist die Auswahl finnischer Fußballspieler der Altersklasse U-19. Sie repräsentiert die Suomen Palloliitto auf internationaler Ebene, beispielsweise in Freundschaftsspielen gegen die Auswahlmannschaften anderer nationaler Verbände, aber auch bei der seit 2002 in dieser Altersklasse ausgetragenen Europameisterschaft.  Die finnische Mannschaft konnte sich noch nie sportlich für die Endrunde qualifizieren, nahm aber einmal als Gastgeber teil. Die Mannschaft schied zumeist als Gruppenvierter in der ersten Runde aus und verpasste als Dritter sechsmal die Eliterunde, die viermal erreicht wurde.

## Teilnahme an U-19-Europameisterschaften
- 2002: nicht qualifiziert
- 2003: nicht qualifiziert
- 2004: nicht qualifiziert  (in der Eliterunde gescheitert)
- 2005: nicht qualifiziert
- 2006: nicht qualifiziert (als drittschlechtester Dritter die Eliterunde verpasst)
- 2007: nicht qualifiziert
- 2008: nicht qualifiziert (als sechstschlechster Dritter die Eliterunde verpasst)
- 2009: nicht qualifiziert  (in der Eliterunde gescheitert)
- 2010: nicht qualifiziert (als fünftschlechster Dritter die Eliterunde verpasst)
- 2011: nicht qualifiziert
- 2012: nicht qualifiziert (als sechstbester Dritter die Eliterunde verpasst)
- 2013: nicht qualifiziert (als fünftschlechster Dritter  die Eliterunde verpasst)
- 2014: nicht qualifiziert
- 2015: nicht qualifiziert
- 2016: nicht qualifiziert (als drittbester Dritter die Eliterunde verpasst)
- 2017: nicht qualifiziert  (in der Eliterunde gescheitert)
- 2018: als Gastgeber qualifiziert, Gruppenphase
- 2019: nicht qualifiziert
- 2020: Turnier abgesagt (als bester Dritter für die abgesagte Eliterunde qualifiziert)
- 2022: nicht qualifiziert  (in der Eliterunde gescheitert)

| Bilanz     | Bilanz | Bilanz | Bilanz | Bilanz      | Bilanz | Bilanz    | Bilanz       |
| Runde      | Spiele | Siege  | Remis  | Niederlagen | Tore   | Gegentore | Tordifferenz |
| ---------- | ------ | ------ | ------ | ----------- | ------ | --------- | ------------ |
| 1. Runde   | 56     | 17     | 12     | 27          | 78     | 88        | −10          |
| Eliterunde | 12     | 04     | 01     | 07          | 12     | 19        | 0−7          |
| Endrunde   | 03     | 0      | 0      | 03          | 02     | 07        | 0−5          |
| Gesamt     | 69     | 21     | 13     | 37          | 92     | 114       | −22          |